# Parc national des monts Udzungwa
Le parc national des monts Udzungwa (en anglais Udzungwa Mountains National Park) est un parc national du centre-sud de la Tanzanie.

## Géographie
Le parc regroupe une partie (environ 20 %) de la chaîne des monts Udzungwa, une chaîne cristalline culminant à 2 579 mètres au mont Luhombero, en bordure orientale du plateau central tanzanien. Les montagnes dominent les vallées formées par les rivières Ruaha et Kilombero.

## Faune et flore
La biodiversité du parc est réputée pour être une des plus élevées d'Afrique après la forêt de l'Ituri. 2500 espèces végétales ont été recensées, dont 160 auraient des vertus médicinales. La forêt recouvre la quasi-totalité du parc, et les grandes variations d'altitude (plus de 2300 mètres) permettent la formation d'habitats très différents.
Plus de 400 espèces d'oiseaux, dont 12 endémiques, ont été observées dans le parc. Des 11 espèces de primates, 5 sont endémiques. Enfin, les grands mammifères emblématiques de la faune d'Afrique de l'Est sont présents dans le parc même si les populations sont relativement limitées.

## Galerie de photographies

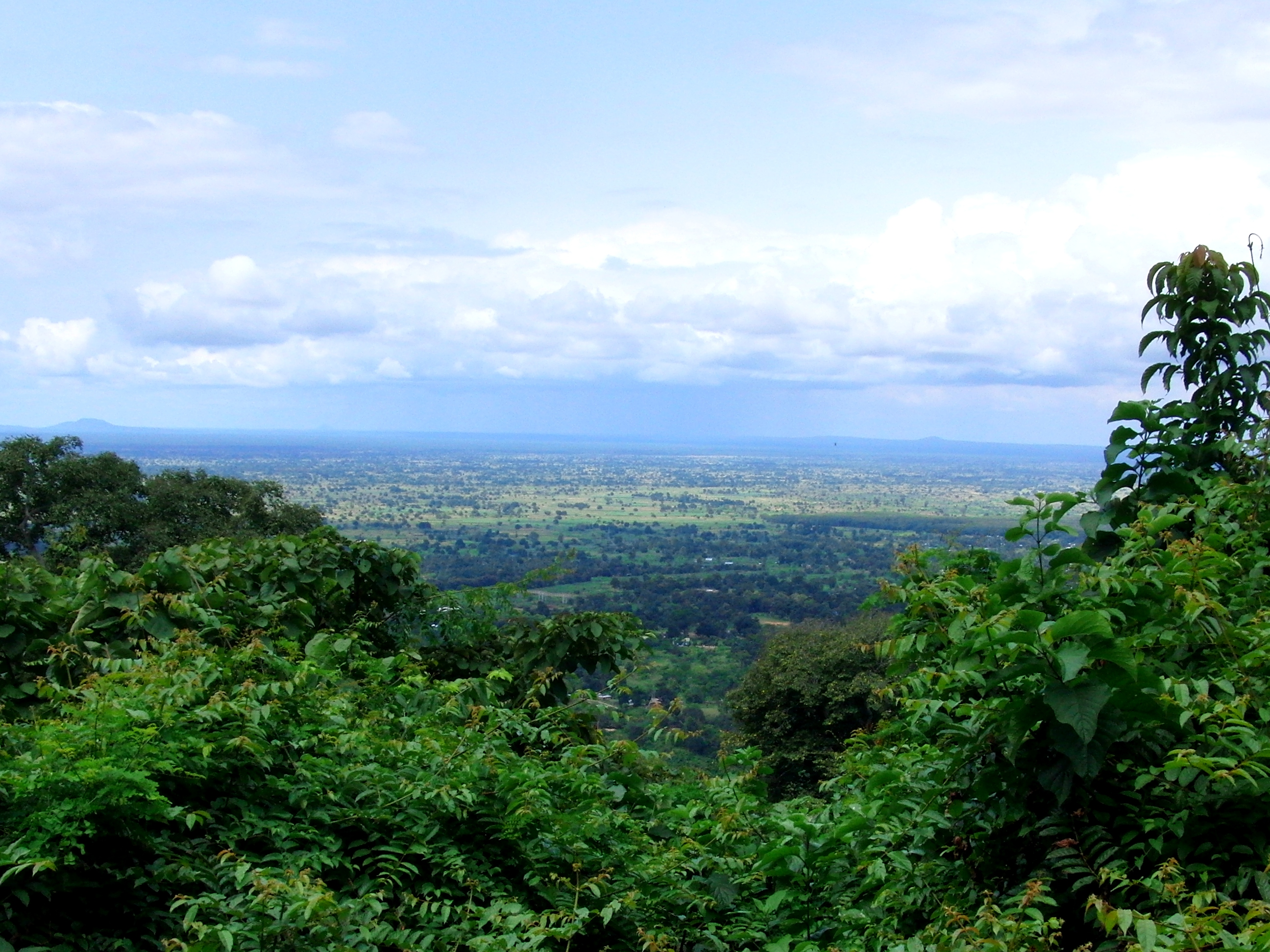
Une vue du haut du parc.
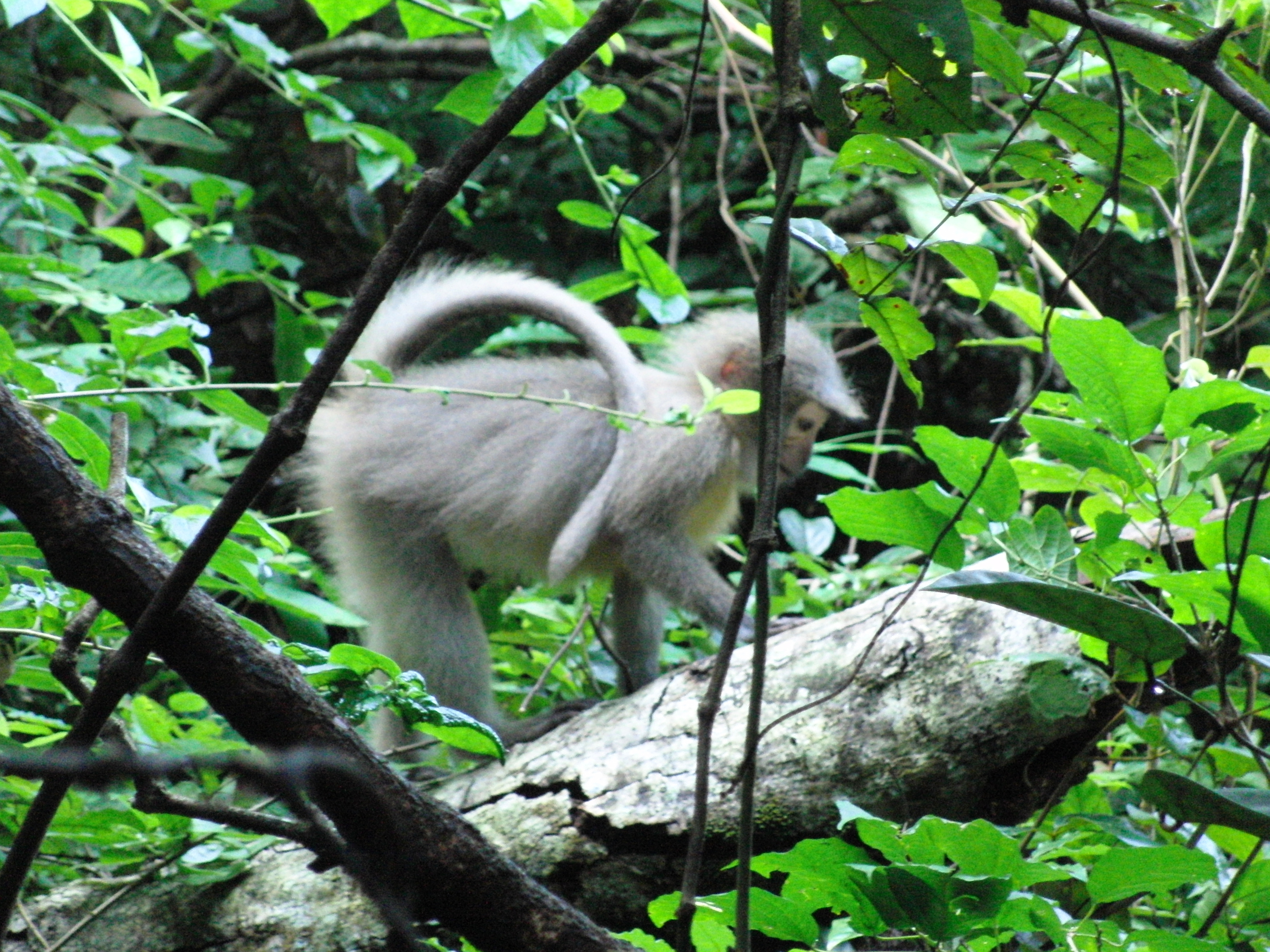
De nombreux singes mangabey habitent le parc.
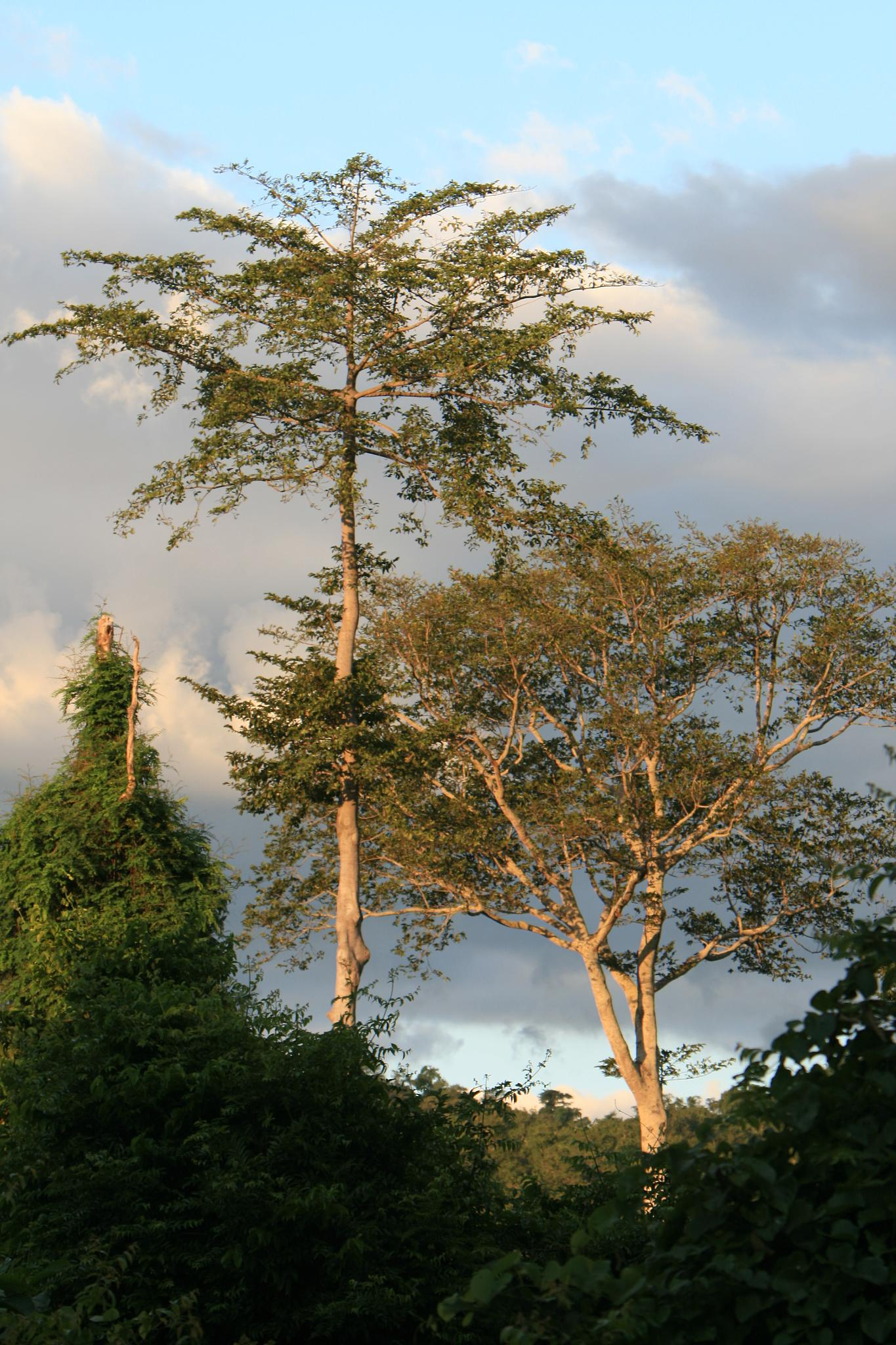
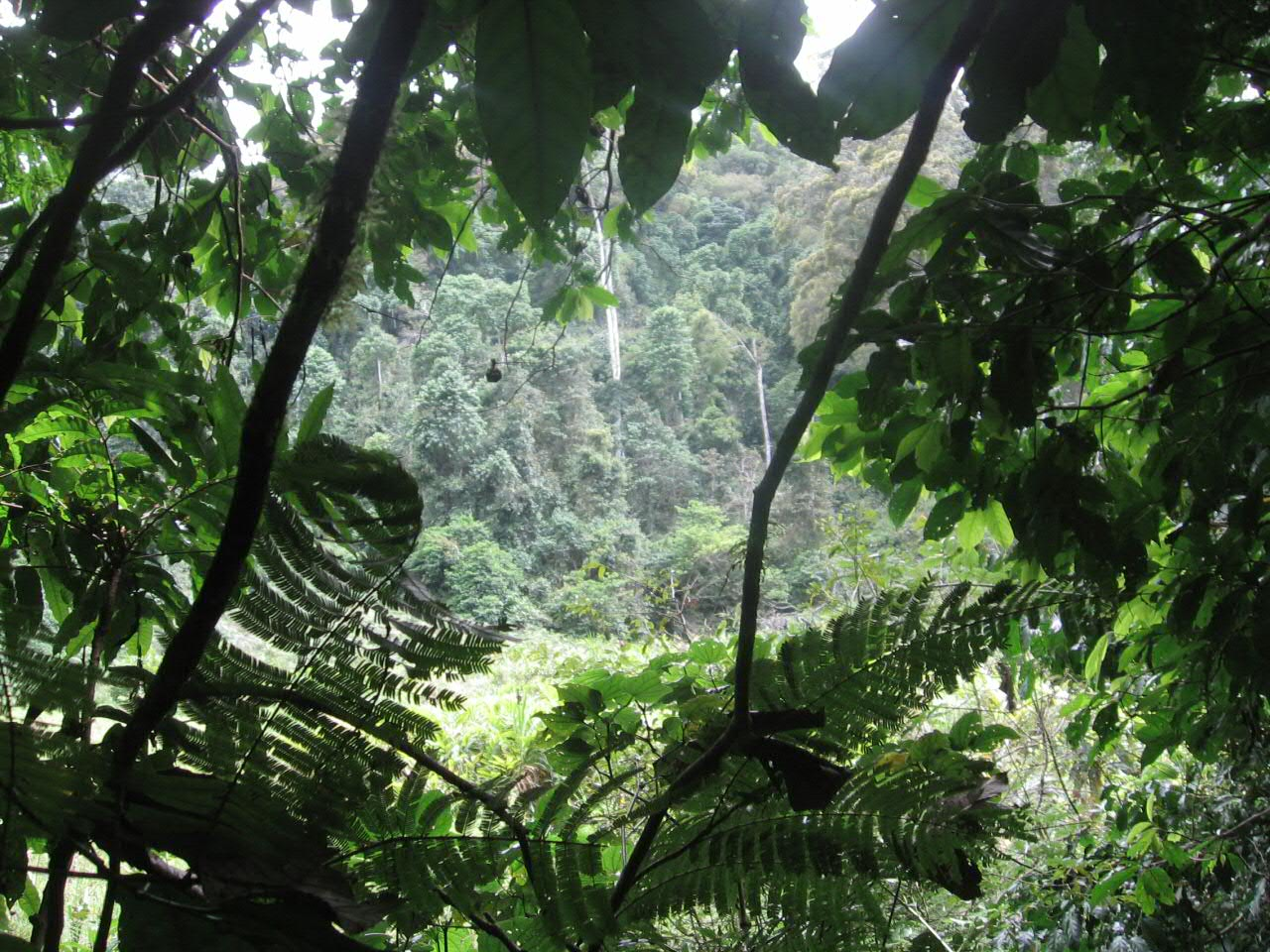
Forêt pluviale dans les montagnes Udzungwa.